# فوزي غرايبة
فوزي عبد الرحيم أحمد الغرايبة (وُلِد عام 1943 في حوارة، إربد - ) هو رجل دولة وأكاديمي اشتهر بإسهاماته الكبيرة في التعليم وإدارة الأعمال. شغل عدة مناصب مهمة في كل من الأوساط الأكاديمية والحكومية. شغل منصب رئيس الجامعة الأردنية من عام 1991 إلى عام 1998، وبعيدًا عن المجال الأكاديمي، دخل الغرايبة في الخدمة العامة كوزير للتربية والتعليم في الأردن من عام 1998 إلى عام 1999. بالإضافة إلى أدواره المهمة في الأردن، تشمل بصمة الغرايبة بتأسيس ورئاسة جامعة الشرقية في سلطنة عمان من عام 2009 إلى عام 2014، كما ساهم في تأسيس جامعة البتراء. تعكس قيادته في سياقات متنوعة الالتزام بالتعليم العالمي والتعاون بين الثقافات.
أكدت خلفيته التعليمية بالتميز الأكاديمي إذ بدأت رحلته في المجال الأكاديمي في السبعينيات، وبلغت ذروتها بالحصول على درجة الدكتوراه عام 1972. حصل على درجة الماجستير في إدارة الأعمال من جامعة ويسكونسن عام 1972، وقبل ذلك، حصل على ماجستير إدارة الأعمال من جامعة تكساس التقنية. نال درجة البكالوريوس مع مرتبة الشرف من جامعة القاهرة عام 1965.
يتمتع الغرايبة بعدة عضويات مهمة منها عضوية الجمعية العلمية الملكية الأردنية. وهو أيضًا عضو في المجلس التنفيذي لمنظمة اليونسكو. الغرايبة عضوًا في لجنة الميزانية والمالية في المحكمة الجنائية الدولية في لاهاي، وعضوًا في المجلس التنفيذي للاتحاد الدولي للجامعات.

## الحياة الشخصية
ولد فوزي الغرايبة عام 1943 في حوارة، إربد، الأردن، ونشأ وهو الأكبر في عائلة كبيرة، محاطًا بسبع أخوات وأخ. في مواجهة ظروف مالية متواضعة، غامر والده عبد الرحيم الغرايبة بمزاولة التجارة، وفي أوائل الأربعينيات، لعب والده عبد الرحيم وشقيقه دورًا رائدًا في إنشاء أول منجرة صناعية في إربد، حيث كانا يستوردان الآلات من حيفا.
بعد التحاقه بمدرسة حمزة بن عبد المطلب ومدرسة إربد الثانوية، حصل فوزي على شهادة المترك عام 1960 وتابع دراسته في كلية التجارة بجامعة القاهرة. حصل على بكالوريوس التجارة مع مرتبة الشرف في عام 1965. وواصل سعيه في المجال الأكاديمي، وحصل على درجة الماجستير في إدارة الأعمال (MBA) من جامعة تكساس التقنية في الولايات المتحدة. حصل على درجة الدكتوراه في إدارة الأعمال من جامعة ويسكونسن في عام 1972.
أثناء عمله في الجامعة الأردنية، تزوج من إحدى طالباته، وأنجبا ثلاثة أطفال: ابنتان وولد اسمه أحمد.
يتقن الغرايبة ثلاث لغات وهم العربية، والإنجليزية، والفرنسية. يرفض فوزي أن يُوصف بأنه ليبرالي، مما يؤكد على تراجع عصر الأيديولوجيات المتشددة، وبدلاً من ذلك، فهو يدعو إلى رؤية عالمية تتميز بالمرونة والقدرة على التكيف والتطور السريع للأفكار في عالمنا الديناميكي.

## الحياة العملية

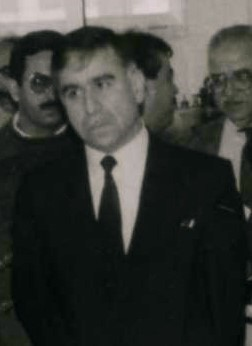
فوزي الغرايبة رئيساً للجامعة الأردنية، 10 مايو 1992.

تجسد مسيرة غرايبة المهنية في الجامعة صعودًا ملحوظًا من خلال الأدوار الأكاديمية المختلفة. بدأ في عام 1972 كأستاذ مساعد في الجامعة الأردنية، وعمل بجد حتى عام 1976، عندما حصل على منصب أستاذ مشارك. ومن الجدير بالذكر أنه تولى رئاسة قسم المحاسبة من عام 1974 إلى عام 1975، تلاه دور مساعد عميد كلية الاقتصاد والتجارة من عام 1975 إلى عام 1978.
واصل الغرايبة مسيرته، وميّز نفسه أكثر عندما صعد إلى منصب أستاذ في عام 1981. تولى بعدها مسؤولية عمادة كلية الاقتصاد والعلوم الإدارية من عام 1983 إلى عام 1986. التزاماً بالتطوير المؤسسي، شغل بعد ذلك منصب نائب رئيس الجامعة للشؤون الإدارية من عام 1986 إلى عام 1990.
في عام 1991 تولى الغرايبة منصب رئاسة الجامعة الأردنية، وهو الدور الذي شغله بامتياز حتى عام 1998. انتقل بعدها إلى مجال الخدمة العامة، حيث حصل على منصب وزير التربية والتعليم من عام 1998 إلى عام 1999. يشغل الغرايبة حالياً منصب أستاذ شرف في الجامعة الأردنية.
ألف البروفيسور غرايبة العديد من الكتب والأبحاث والدراسات باللغتين العربية والإنجليزية. ويمتد تأثيره الفكري على مستوى العالم، حيث عمل كأستاذ زائر في جامعة بورتلاند الحكومية في الولايات المتحدة، وفي الكلية العامة للأعمال بجامعة تكساس في أوستن بالولايات المتحدة الأمريكية. يتجلى التزامه بالتميز الأكاديمي بشكل أكبر من خلال مشاركته النشطة في مختلف المحطات المهنية، بما في ذلك العضوية في العديد من المجالس والجمعيات واللجان العملية، ومن خلال هذه المشاركات، لعب غرايبة دورًا محوريًا في تشكيل الخطاب الأكاديمي والمساهمة في تقدم المعرفة.

### المناصب
طوال حياته المهنية، تولى الغرايبة العديد من الأدوار الرئيسية في الأوساط الأكاديمية والحكومية:
- 1983 - 1986: عميد كلية الاقتصاد والعلوم الإدارية، الجامعة الأردنية.
- 1986 - 1991: رئيس لجنة معادلة الشهادات الأجنبية، الأردن.
- 1986 - 1990: نائب رئيس الجامعة الأردنية.
- 1991 - 1993: رئيس لجنة امتحانات التعليم العالي، الأردن.
- 1991 - 1994: رئيس الجمعية الأردنية لخريجي الجامعات والمعاهد الأمريكية.
- 1991 - 1998: رئيس الجامعة الأردنية.
- 1995 - 1998: نائب رئيس مجلس التعليم العالي، الأردن.
- 1998 - 1999: وزير التربية والتعليم، الأردن.
- 1999 - 2000: رئيس مجلس إدارة شركة مناجم الفوسفات الأردنية، الأردن.
- 2009 - 2014: مؤسس ورئيس جامعة الشرقية، سلطنة عمان.
- 2012 - 2013: رئيس مجلس أمناء جامعة العلوم والتكنولوجيا الأردنية.

### العضويات
- 1985 - 1992: عضو اللجنة الاستشارية لكلية الإدارة والاقتصاد، جامعة قطر، قطر.
- 1989 - 1990: عضو اللجنة الوطنية لصياغة الميثاق الوطني، الأردن.
- 1989 - 1991: عضو مجلس إدارة جامعة البترا الخاصة، الأردن.
- 1991 - 2009: عضو جمعية المحاسبة الأمريكية، الولايات المتحدة الأمريكية.
- 1991 - 1994: عضو المجلس الاستشاري الاقتصادي للحكومة الأردنية.
- 1991 - 2004: عضو مجلس التعليم العالي، الأردن.
- 1991 - 2009: عضو اللجنة الأردنية الأمريكية للتبادل الثقافي (هيئة فولبرايت).
- 1994 - 1998: عضو المجلس التنفيذي للاتحاد الدولي للجامعات، باريس، فرنسا.
- 1995 - 1998: عضو المعهد الدبلوماسي، الأردن.
- 2001 - 2005: عضو المجلس التنفيذي لمنظمة اليونسكو، باريس، فرنسا.
- 2001 - 2009: عضو مجلس مركز الدراسات الاستراتيجية، الجامعة الأردنية.
- 2003 - لغاية الآن: عضو لجنة الميزانية والمالية، المحكمة الجنائية الدولية، لاهاي، هولندا.
- 2003 - لغاية الآن: عضو مجلس أمناء مؤسسة الملك الحسين، الأردن.
- 2003 - 2006: عضو اللجنة العليا لمهنة المحاسبة.
- 2003 - 2006: عضو مجلس أمناء جامعة العلوم والتكنولوجيا، الأردن.
- 2003 - لغاية الآن: عضو الجمعية العلمية الملكية الأردنية.
- 2006 - 2009: عضو المجلس الاستشاري لكلية الدراسات العليا في إدارة الأعمال، الجامعة الألمانية الأردنية، الأردن.
- 2006 - 2009: عضو مجلس أمناء جامعة البلقاء، الأردن.